# Albero I z Louvain
Albero I z Louvain (ur. ok. 1060, zm. 1 stycznia 1129) – biskup Liège od 1123 r. z dynastii z Louvain.

## Życiorys
Albero był synem Henryka II, hrabiego Louvain. Jego braćmi byli Henryk III i Gotfryd VI Brodaty, kolejni hrabiowie Louvain i Brabancji (Gotfryd od 1106 r. był księciem Dolnej Lotaryngii). Przeznaczony do stanu duchownego, został kanonikiem w Metzu. Po konkordacie wormackim z 1123, staraniem swego brata Gotfryda otrzymał wakujące od 2 lat wskutek sporów papieża z cesarzem stanowisko biskupa Liège. Inwestyturę nadał mu osobiście przebywający w stolicy diecezji cesarz Henryk V. Po objęciu władzy z pomocą brata uporał się z raubritterami pleniącymi się w okolicach Liège. W toku swoich spokojnych rządów fundował kościoły i klasztory.